# Setién
Setién és una localitat del municipi de Marina de Cudeyo (Cantàbria, Espanya).
La localitat està situada a 1'8 km de la capital municipal, Rubayo, i a 51 metres d'altitud sobre el nivell del mar. L'any 2008, Setién tenia 231 habitants.
Els barris que componen la localitat són: Bresaguas, Casuso, Regollar, Cubiles, Cubollo, Tasugueros, La Corcada, La Redonda, Las Escuelas, Peñiro i Vayas.

## Patrimoni
- Església parroquial de San Vicente